# Marianne von Werefkin
Marianne von Werefkin (Russisch: Марианна Владимировна Верёвкина, Marianna Vladimirovna Verevkina) (Toela, 11 september 1860 – Ascona, 6 februari 1938) was een in Rusland geboren expressionistische kunstschilder. 

## Biografie

### Jeugd in Rusland
Marianne von Werefkin werd in 1860 geboren in een aristocratisch Russisch milieu. Haar vader was Vladimir Verevkin (1821-1896), commandant van het regiment van Jekaterinenburg. Haar moeder was Elizaveta Daragan (1834-1885), een portret- en iconenschilder. Het gezin woonde op verschillende plaatsen. In 1868 gingen ze naar Vilnius, Litouwen. Toen Marianne 14 jaar was, bleek dat ze talent had voor tekenen en schilderen. Ze kreeg een eigen atelier in het buitenhuis van de familie, Blagodat, bij Kaunas. Vanaf 1880 kreeg ze privé-lessen van Ilja Repin, de bekende vertegenwoordiger van het 19e-eeuwse Russische realisme. In 1883 volgde ze lessen op de Academie van Schilderkunst, Sculptuur en Architectuur in Moskou. 
In 1888 overkwam haar een tragisch ongeluk. Tijdens een jachtpartij schoot ze zichzelf in haar (rechter, schilder-)hand, waardoor ze een jaar lang niet kon schilderen.
In 1890 hingen vier van Von Werefkin's werken op een tentoonstelling van de kunstenaarsvereniging in Sint-Petersburg. 
In 1892 leerde ze, via Ilja Repin, Alexej von Jawlensky kennen. 
In 1893 maakte ze 'Zelfportret in matrozenblouse'. Het 'Zelfportret I' uit 1910  toont een ander uiterste. Waar het eerste in stevige schilderstreken een jonge, zelfverzekerde, maar ook wat brave vrouw toont, toont het laatste een vrouw van middelbare leeftijd met vuurspuwende ogen. Vooral het kleurgebruik en de techniek zijn veranderd: in het eerste domineren bruintonen, terwijl het tweede "zindert van de combinatie rood, geel, blauw en groen."
Haar werk uit deze tijd bezorgde haar de naam "de Russische Rembrandt."

### München
Toen in 1896 de vader van Werefkin kwam te overlijden, kreeg zij recht op zijn pensioen. Het impliceerde wel dat ze niet met Jawlensky kon trouwen. Ze gingen ongehuwd samenwonen in München, dat op dat moment een belangrijk centrum van culturele activiteit was. Opmerkelijk is dat een zeer jong dienstmeisje, Helene Nesnakomoff, hen vergezelde. Volgens verschillende bronnen was ze toen pas elf jaar. Enkele jaren later kwam het tot een relatie tussen Jawlensky en Nesnakomoff. "Gezien de ongelijke machtsverhoudingen en haar jonge leeftijd zou dit nu als misbruik worden gezien." In 1902 verwekte Jawlenski een kind bij Nesnakomoff, Andreas. Ze bleven gedrieën samen wonen met Werefkin. 
De 'roze salon' in het huis van Werefkin in München, Giselastraße 23, werd een ontmoetingsplek voor schilders, schrijvers, dansers, musici en intellectuelen. Maar Werefkin zelf stopte gedurende tien jaar met schilderen, vooral om zich volledig te kunnen wijden aan de carrière van Jawlensky. Daarnaast deed ze veel onderzoek naar nieuwe kunststromingen en -technieken, en maakte ze studiereizen naar Frankrijk en Italië. Ze maakte onder andere kennis met het werk van de schilders Paul Gauguin, Louis Anquetin, Vincent van Gogh en met de kunststroming Les Nabis.
Vanaf 1907 ontstonden haar eerste expressionistische werken. In 1908 maakte ze deel uit van de groep die in München de Neue Künstlervereinigung München (NKVM) oprichtte, samen met onder andere Jawlensky, Adolf Erbslöh (1881–1947) en Oscar Wittgenstein (1880–1919). In 1912 sloot ze zich aan bij de Blaue Reiter, de kunstenaarsgroep die een jaar eerder door Wassily Kandinsky en Franz Marc was opgericht.

### Zwitserland
Bij het uitbreken van de Eerste Wereldoorlog in 1914 emigreerden beiden naar Zwitserland, eerst naar de omgeving van Genève en later naar Zürich. In 1918 verhuisden zij naar Ascona aan het Lago Maggiore. In 1922 volgde de scheiding van Jawlensky; de huishoudster Helene en hun zoon André trokken bij Jawlensky in en vestigden  zich in Wiesbaden, waar zij ook in het huwelijk traden. Werefkin zou tot haar dood stateloos blijven.
Marianne von Werefkin was in 1924 medeoprichtster van de nieuwe kunstenaarsgroep Großer Bär in Ascona. Gedurende haar latere levensjaren voorzag zij in haar levensonderhoud met het schilderen van affiches. Vrienden behoedden haar voor grotere nood. Zij stierf op 6 februari 1938 en werd op de Russische begraafplaats van Ascona begraven. 
De collectie werken van de in 1939 opgerichte Fondazione Marianne Werefkin in het Museo communale d´arte moderna Ascona omvat 70 van haar schilderijen en 160 schetsboeken.

## Belangrijke werken
- Herbst (Schule), 1907 (Fondazione Marianne Werefkin, Ascona)
- Im Café, 1909
- Tragische Stimmung, 1910
- Schindelfabrik, rond 1910 (Museum Wiesbaden, Wiesbaden)
- Schlittschuhläufer, rond 1911

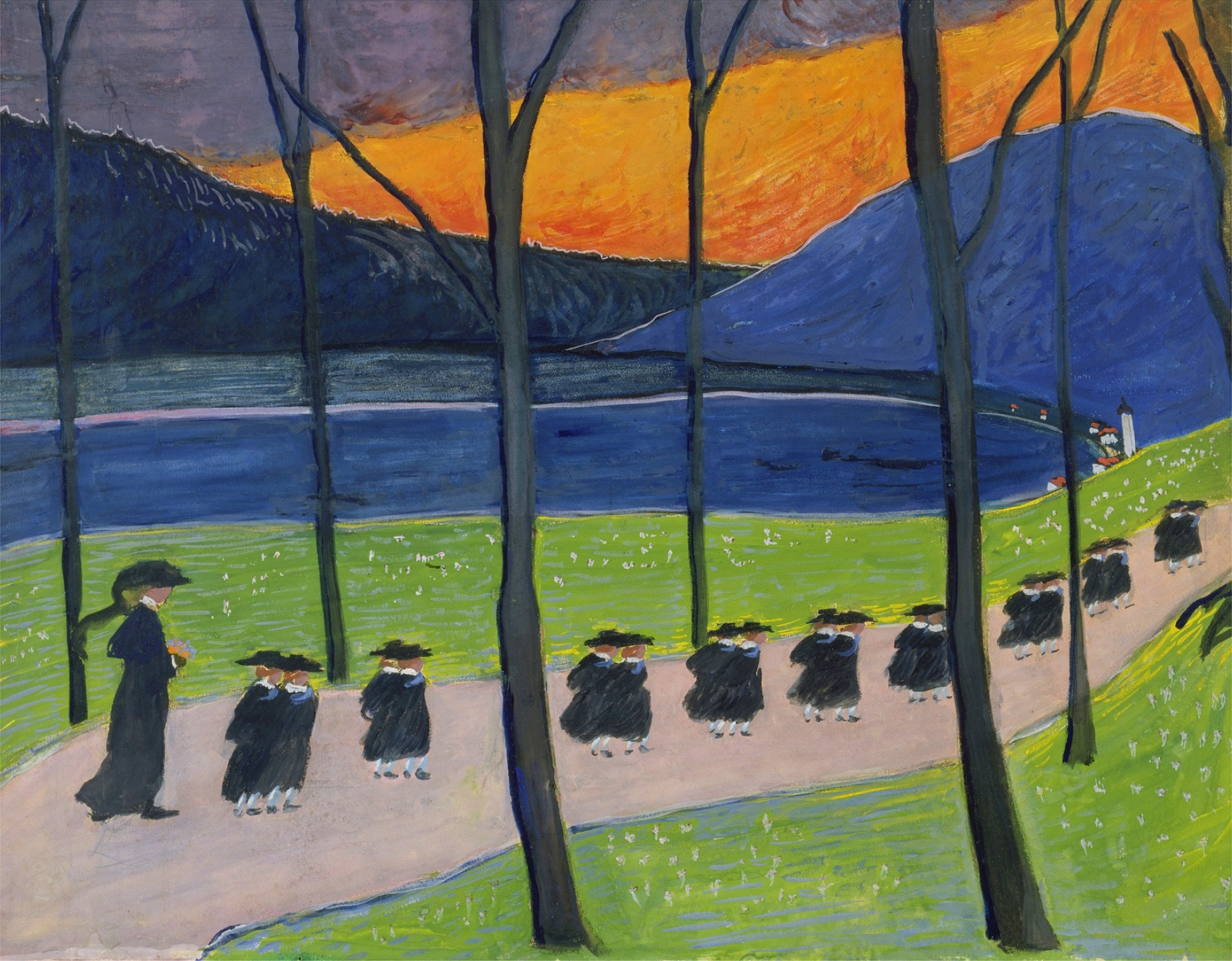
Herbst (Schule)
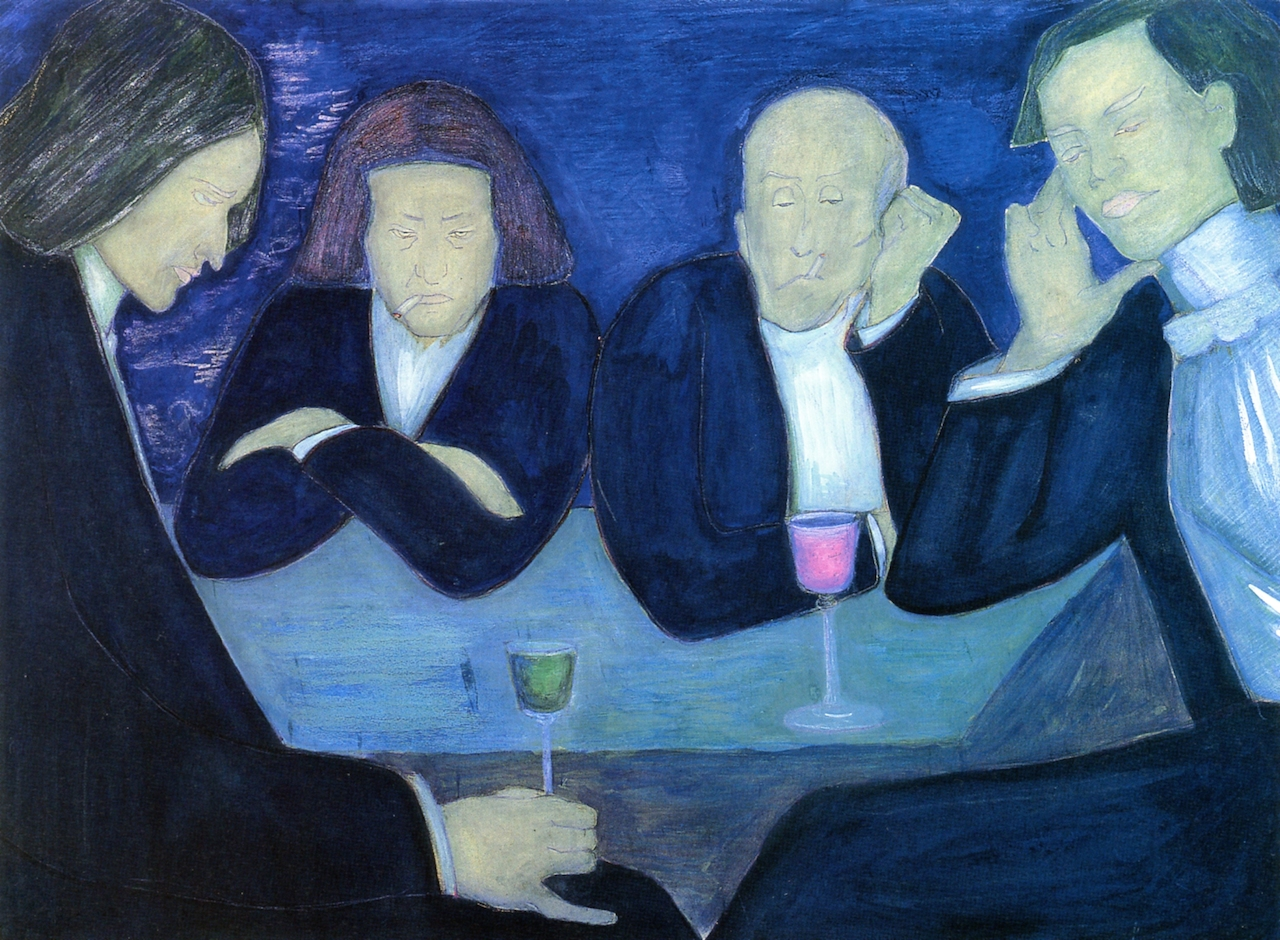
Im Café
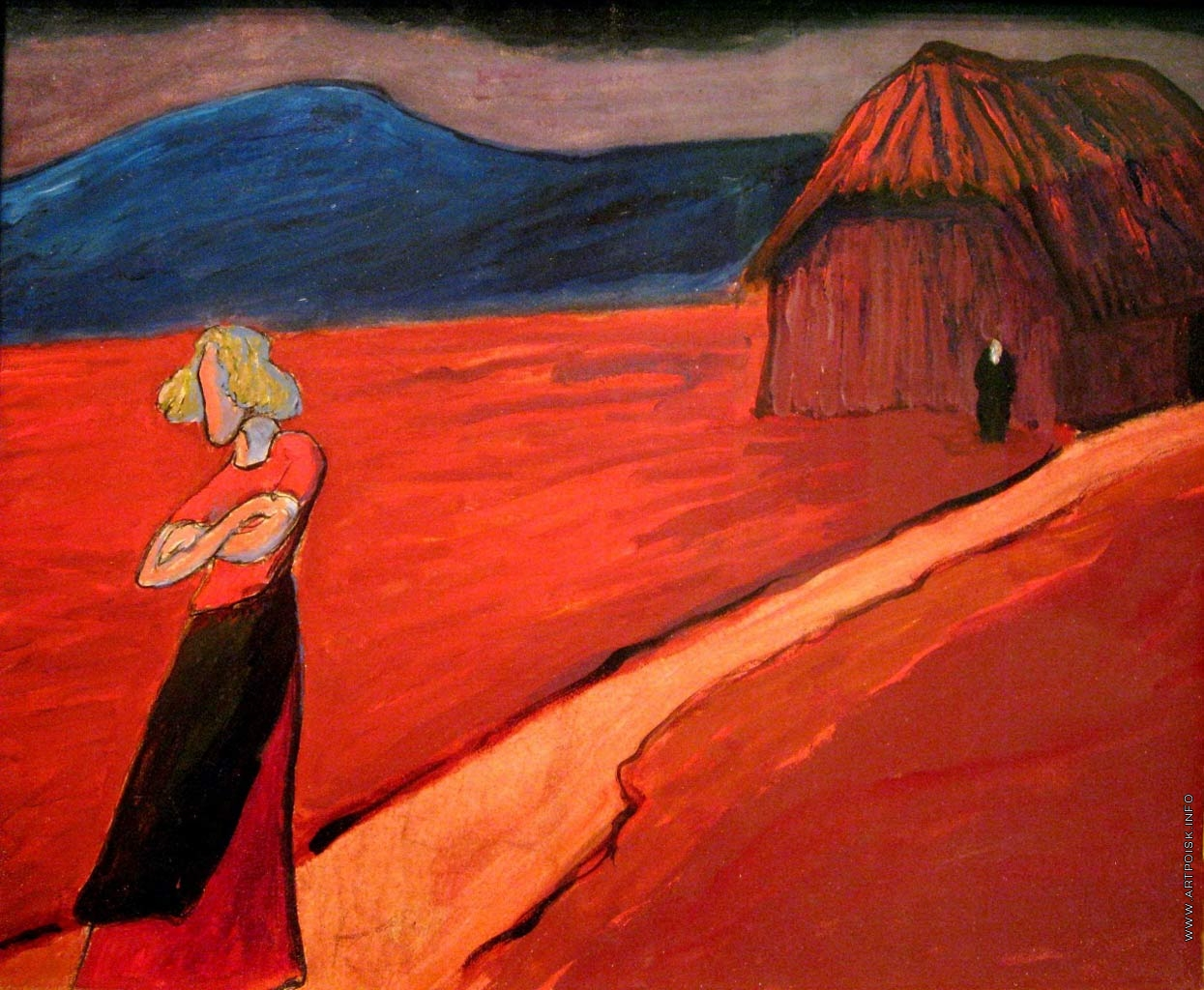
Tragische Stimmug
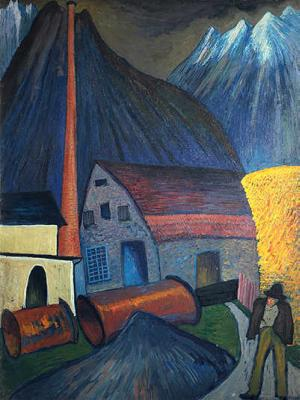
Schindelfabrik
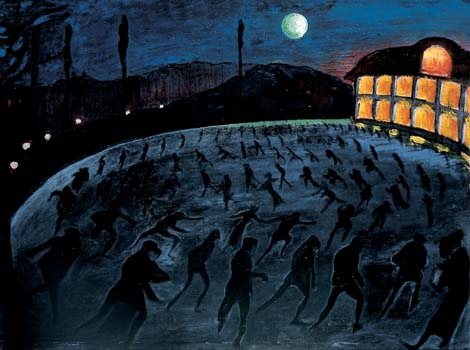
Schlittschuhläufer

## Musea
- Leopold-Hoesch-Museum, Düren
- Sprengel-Museum, Hannover
- Städtische Galerie im Lenbachhaus, München
- Museum Wiesbaden, Wiesbaden
- Schlossmuseum Murnau, Murnau am Staffelsee
- Museo Comunale d’Arte Moderna, Ascona, Zwitserland

- Bibsys: 4036830
- Bibliothèque nationale de France: cb137390895 (data)
- CiNii: DA09244296
- Gemeinsame Normdatei: 118631365
- Historisch woordenboek van Zwitserland: 042860
- International Standard Name Identifier: 0000 0001 2121 0590
- Library of Congress Control Number: n81092111
- Nationale Bibliotheek van Tsjechië: jo20191060005
- Nationale Bibliotheek van Israël: 987007278548605171
- Nederlandse Thesaurus van Auteursnamen: 173606776
- Réseau des bibliothèques de Suisse occidentale: 02-A003968201
- RKD-Nederlands Instituut voor Kunstgeschiedenis: 83648
- SIKART: 4024517
- SNAC: w6jm649z
- Système universitaire de documentation: 030057922
- Union List of Artist Names: 500009476
- Virtual International Authority File: 12484403
- WorldCat: E39PBJbWvGT848WMvpYKXbDXh3